# Angela Lindvall
Angela Lindvall est une top-model et actrice américaine, née le 14 janvier 1979 à Midwest City (Comté d'Oklahoma).

## Biographie

### Enfance
Angela Lindvall est née à Midwest City.
Elle a grandi à Lee's Summit dans le Missouri.
Elle a trois sœurs et un frère.
Son nom de famille d'origine suédoise est un nom très courant en Suède.

### Carrière
Elle est découverte à l'âge de 14 ans en participant à un défilé de mode organisé par sa ville et signe chez IMG. Toutefois, elle débute réellement le mannequinat à l'âge de 17 ans.
Elle défile ensuite pour des marques comme Dolce & Gabbana, Jil Sander, Prada, Valentino ou Calvin Klein et connaît une première consécration avec une nomination aux Model of Year Award-VH1 Fashion Awards 1998. Elle est aussi élue « Mannequin de l'année » par le magazine américain Vogue.
En 1999, elle fait la couverture du Vogue Paris de novembre et succède à Stella Tennant comme égérie de la maison Chanel. 
Elle est également nommée pour la seconde fois au Model of the Year Awards.
Elle a posé pour les campagnes publicitaires de Fendi, Calvin Klein, Dior, Tommy Hilfiger, Jil Sander, Chanel, Versace, Prada, Gap, Jimmy Choo, Iceberg, DKNY, Chloé, Hermès, Valentino, Louis Vuitton, Marc Jacobs et H&M.
En 2001, elle est photographiée par Mario Testino pour le Calendrier Pirelli aux côtés de Gisele Bündchen et de Carmen Kass.
La même année, elle joue dans le premier film de Roman Coppola, CQ, où elle partage l'affiche avec Gérard Depardieu et Jason Schwartzman.
Elle est également apparue en couverture de nombreux magazines : Vogue, Harper's Bazaar, Marie Claire, Elle, Numéro, i-D, W et a défilé pour Victoria's Secret en 2000, 2003, 2005, 2006, 2007 et 2008.
En 2012, elle présente la première saison de Project Runway: All Stars (en), déclinaison du concours Projet haute couture.
En 2013, elle pose pour la collection de vêtements en fausse fourrure Wonder World Fur lancée par le WWF.

### Vie privée
En 2002, elle se marie à William Edwards avec qui elle a deux fils. Le couple divorce en 2006.
Sa sœur cadette, Audrey Lindvall, est décédée dans un accident en 2006[pertinence contestée].

## Filmographie

### Cinéma
- 2001 : CQ de Roman Coppola : Dragonfly / Valentine
- 2003 : New York Stories : Angela
- 2004 : DKNY Road Stories : Angela
- 2005 : Kiss Kiss Bang Bang : Flicka
- 2008 : Pearblossom
- 2009 : Life Blood : Dieu
- 2010 : Somewhere : Blonde dans la Mercedes
- 2012 : Small Apartments : Lisa
- 2013 : Dans la tête de Charles Swan III (A Glimpse Inside the Mind of Charles Swan III) de Roman Coppola

### Télévision
- 2011 : Hawaii 5-0 : Jordan (série télévisée)
- 2012 : Project Runway: All Stars (en) : elle-même (présentatrice)
- 2013 : Le ranch des cœurs sauvages : Katie (téléfilm)